# Талла (Клэр)
Талла (англ. Tulla; ирл. An Tulach) — деревня в Ирландии, находится в графстве Клэр (провинция Манстер).

## Демография
Население — 645 человек (по переписи 2006 года). В 2002 году население составляло 414 человек.
Данные переписи 2006 года:
| Общие демографические показатели |               |                               |                               |      |      |
| Всё население                    | Всё население | Изменения населения 2002—2006 | Изменения населения 2002—2006 | 2006 | 2006 |
| 2002                             | 2006          | чел.                          | %                             | муж. | жен. |
| 414                              | 645           | 231                           | 55,8                          | 312  | 333  |